# Центральный сельсовет (Красноярский край)
Центральный сельсовет - сельское поселение в Идринском районе Красноярского края.
Административный центр - посёлок Центральный.

## Население
| 2010 | 2012 | 2013 | 2014 | 2015 | 2016 | 2017 |
| ---- | ---- | ---- | ---- | ---- | ---- | ---- |
| 403  | ↘394 | ↘375 | ↘371 | ↘359 | ↘355 | ↗362 |

## Состав сельского поселения
В состав сельского поселения входят 2 населённых пункта:
| № | Населённый пункт | Тип населённого пункта          | Население |
| - | ---------------- | ------------------------------- | --------- |
| 1 | Большая Идра     | деревня                         | 48        |
| 2 | Центральный      | посёлок, административный центр | 355       |

## Местное самоуправление
Центральный сельский Совет депутатов
Дата избрания: 14.03.2010. Срок полномочий: 5 лет. Количество депутатов: 7
Глава муниципального образования
- Савицкая Людмила Ануфриевна. Дата избрания: 14.03.2010. Срок полномочий: 5 лет